# گبلیتس
گبلیتس (به آلمانی: Gablitz) یک منطقهٔ مسکونی در اتریش است که در ناحیه وین-اومگه‌بونگ واقع شده‌است. گبلیتس ۱۸٫۱۴ کیلومتر مربع مساحت دارد ۲۸۴ متر بالاتر از سطح دریا واقع شده‌است.